# Pico Reja
Pico Reja es una fosa común situada en el cementerio de San Fernando de Sevilla. Con una longitud de 671 metros, cuatro de profundidad y una capacidad de 2685 metros cúbicos, se trata de la fosa común más grande de España y una de las mayores de Europa. Según datos del Ayuntamiento de Sevilla, se hallaron en su interior los restos de 1103 personas represaliadas por el bando sublevado durante la guerra civil española, aunque las previsiones han pasado a ser de 6000 cuerpos incluyendo 4500 enterramientos atribuidos a la actividad funeraria normal.
Entre las víctimas que se pensaba localizar se encontraba Blas Infante, padre de la patria andaluza, fusilado en agosto de 1936, así como presos de la posguerra y enfermos de hospitales próximos que fallecieron años más tarde.

## Historia
La fosa se empezó a cavar en 1928 y comenzó a utilizarse para verter cadáveres en el verano de 1936, en el inicio de la guerra civil española.
Los trabajos de localización y delimitación comenzaron en 2017. En 2018 se realizaron tareas de localización de fosas cercanas, como las de Monumento y Antigua. Las excavaciones contaron con una licitación por importe de 1,2 millones de euros, y empezaron el 20 de enero de 2020. En noviembre de 2020 se empezaron a tomar muestras de los restos óseos para ser enviadas a Granada para su identificación genética.
Entre los restos hallados e identificados se encuentran los de al menos una treintena de mineros que formaban parte de la columna minera de Riotinto.
En febrero de 2023 concluyeron los trabajos de exhumación en la fosa de Pico Reja, tras lo cual estaba planificado iniciar nuevas excavaciones en la fosa común de Monumento, también en el cementerio de San Fernando. En el transcurso de los trabajos realizados en Pico Reja se hallaron restos de un total de 1786 víctimas de la represión del bando sublevado.

## Homenajes
En noviembre de 2021, se estrenó en el 18.º Festival de Cine de Sevilla el documental Pico Reja, la verdad que la tierra esconde, dirigido por Remedios Malvárez y Álvaro Andújar, que obtuvo la mención de honor del jurado.
En noviembre de 2022, el ayuntamiento de Sevilla organizó, a través de la Oficina de la Memoria Histórica, el VIII Homenaje a las Víctimas del Franquismo, con el título Pico Reja, masacre al desnudo. En él se mostró una exposición de los trabajos de exhumación que se estaban llevando a cabo en la fosa común de Pico Reja.
El 27 de marzo de 2023, un mes después del fin de los trabajos, el cementerio de San Fernando acogió un entierro simbólico en honor a los represaliados hallados en la fosa de Pico Reja.